# Claude de La Châtre
Pour les articles homonymes, voir Famille de La Châtre.
Claude, vicomte de La Châtre (30 mars 1734, château de la Roche-Belisson - 29 mars 1821, Poitiers), est un militaire et homme politique français.

## Biographie
D'une famille de vieille noblesse originaire du Berry, et qui compta plusieurs officiers de mérite, il suit la carrière des armes. Capitaine au régiment de Cambrésis-infanterie, il est nommé gouverneur de Châtillon-sur-Indre et chevalier de l'ordre de Saint-Louis.
Le 27 mars 1789, il est élu député de la noblesse aux États généraux par la sénéchaussée du Poitou. Le vicomte de la Châtre vote avec la minorité de l'Assemblée, s'associe le 30 juin 1789 à la protestation générale des députés de la noblesse du Poitou contre la réunion des trois ordres, et déclare attendre de sa sénéchaussée de nouveaux pouvoirs, qui lui furent adressés un mois après. 
Son rôle à l'Assemblée se borne à présenter, le 20 février 1790, la motion suivante: « Jugeant que 18 livres d'honoraires qu'on nous attribue par jour deviendront, cette législature pouvant se prolonger, un poids insupportable pour le peuple sur lequel il pèse essentiellement, quoique gêné dans mes affaires domestiques, je propose à l'Assemblée la renonciation à la totalité de nos honoraires, à compter du 1er mars prochain. Je n'avais pas en jusqu'ici l'honneur de monter à la tribune ; ce jour, Messieurs, sera le plus beau de ma vie, si vous daignez décréter un faible sacrifice qui ne peut que vous honorer ; et je le demande expressément. » À cette occasion, le vicomte La Châtre reçut de plusieurs municipalités, entre autres de celle de Montmorillon, des remerciements officiels ; mais des protestations, inspirées par les députés contraires à cette motion arrivèrent bientôt des mêmes villes ; la proposition fut repoussée. 
Il émigre avant la fin de la session, devint capitaine-commandant de la 4e compagnie d'infanterie à l'Armée des princes, formée à Tournay le 24 septembre 1791.
Il rentre en France avec les Bourbons sous la Restauration, et mourut à un âge très avancé.
Il avait épousé Marie-Françoise-Charlotte Lalive de Bellegarde, fille de Louis Denis Lalive de Bellegarde et veuve de l'intendant Jacques Pineau de Lucé.

## Sources
- « Claude de La Châtre », dans Adolphe Robert et Gaston Cougny, Dictionnaire des parlementaires français, Edgar Bourloton, 1889-1891 [détail de l’édition]